# Ребане, Хелью
Хе́лью Я́новна Ре́бане (эст. Helju Rebane; род. 18 июля 1948 года, Таллин, Эстония) — эстонская и русская писательница, поэт и прозаик. По образованию — математик.

## Биография
Родилась в семье профессора философии Тартуского университета Яна Карловича и учительницы русского языка Людмилы Алексеевны Ребане. Окончила Тартуский государственный университет по специальности «теоретическая математика» (1971). Училась в аспирантуре МГУ (1973—1976). Работала преподавателем логики в университете, научным сотрудником во ВНИИПОУ АН СССР, старшим инженером в вычислительном центре Минздрава. С 1985 года занимается только литературным трудом.

## Творчество
В двенадцать лет в школьном альманахе V средней школы города Тарту, "Lävel" , были напечатаны первые стихи Хелью (на эстонском языке). С 1982 года рассказы Х. Ребане печатались в журналах «Looming», «Noorus», «Таллин», «Вокруг Света», «Искатель», «Молодая гвардия», «Литературная учёба», «Юность», включались в антологии, в том числе в антологию лучших рассказов 1991 года «Проба личности». В 1986 году в Таллине вышел сборник рассказов Хелью Ребане  «Väike kohvik» и вызвал массу положительных отзывов в прессе. В 1989 году в Москве издан сборник рассказов на русском языке - «Выигрывают все». В 2011 в Москве отдельным изданием вышла повесть «Город на Альтрусе», принёсшая писательнице наибольшую известнось. Постоянный автор журнала «Юность».
Рассказ Хелью Ребане интересен. Если убрать его концовку… то мы получим рассказ совершенно в духе Эдгара По или позднего Акутагавы. Есть, есть на нём флёр того благородного безумия, которым мы все наслаждаемся, читая у Мопассана «Орля», «Руку», «Он?»… Этот флёр как патина на старинной бронзе…
Опубликовала большое число произведений на эстонском и русском языках, также переведена на немецкий и голландский языки.

Читая короткие новеллы Хелью Ребане, можно провести параллели также с новеллами Сомерсета Моэма и О’Генри, безусловно, оказавших влияние на становление автора. В рассказе «Маленькое кафе» искушённый читатель улавливает интонации и настроение романа Леонарда Франка «Карл и Анна». Вместе с тем, это не подражание, а продолжение и переосмысление темы уже в своём ключе.
— В. П. Мельгунов

## Книги
- Väike kohvik. — Tallinn: Eesti Raamat, 1985.
- Выигрывают все. Рассказы. — М.: Молодая гвардия, 1988. Тираж: 75 000 экз.
- Аристарх и ручная бабочка. Рассказы. — М.: Озарение, 2007. ISBN 978-5-9917-0003-0
- Город на Альтрусе. — М.: Золотой Источник, 2011. ISBN 978-5-905054-11-2
- Город на Альтрусе. — Воронеж: Издательство Терехова, 2011. ISBN 5-905054-11-8[4].
- Сон у моря. Стихи.— М.: Издательство журнала «Юность» 2001. ISBN 5-7282-0171-7
- Кот в лабиринте. Рассказы.— М. Издательские решения (Ридеро) 2016. ISBN 978-5-4474-6061-7

## В сборниках
- Фантастика 88-89. — М.: Молодая гвардия, 1990.
- Параллелепипед. — М.: Молодая гвардия, 1990. ISBN 5-235-00760-3
- Проба личности: Антология лучших рассказов 1991 года. — М.: Известия, 1991[10]. ISBN 5-206-00074-4
- Женским взглядом… Кн. 1. — М: Эльф ИПР, 2004. ISBN 5-900891-27-5, ISBN 5-900891-28-3

## Избранные журнальные публикации
Приведены только некоторые из многочисленных журнальных публикаций Хелью Ребане.
- Маленькое кафе // Таллин. — 1982. — № 5. — С.58-63.
- Перекур на всю жизнь // Таллин. — 1985. — № 4. — С.53-63.
- Выигрывают все // Литературная учёба. — 1985. — № 6. — С.70-77.
- Бабочка // Вокруг света. — 1985. — № 11. — С. 64.
- Одиночество // Молодая гвардия. — 1987. — № 11. — C.158-159.
- Город на Альтрусе // Искатель. — 1989. — № 2. — С. 30-65.
- Рассказы // Юность. — 2001. — № 6. — С. 56-61.
- Моя голова // Юность. — 2006. — № 3. — С. 74-76.
- Два рассказа // Юность. — 2010. — № 7-8.
- Скелет, Убить друга // Юность. — 2011. — № 7. — С. 100—109.
- Неожиданный успех // Юность. — 2013. — № 1. — С. 55-57.
- Публичное сокровище // Юность. — 2014. — № 7[10].

Идеи и сюжеты её произведений неординарны, изложение разворачивается в стремительном темпе, приводя к неожиданной развязке.
— Журнал «Юность»

## Литературные премии
- Лауреат РОСКОН-2020 в номинации "Сквайр Фантастики и детской литературы" - диплом Сквайр Фантастики".
- Список лучших авторов Рунета[1].
- Премия журнала «Точка Зрения» (2007)[1].
- Золотой фонд премии «Народный писатель 2013»[12].
- Диплом конкурса МГО Союза писателей России "Лучшая книга 2014 - 2016 г." за сборник рассказов "Кот в лабиринте". (2016)

## Рецензии
- Олег Комраков. Хелью Ребане «Город на Альтрусе. Повесть и рассказы» // Контрабанда. — 30.05.2012.